# روبرت ألمر
روبرت ألمر (بالألمانية: Robert Almer)‏ (مواليد 20 مارس 1984) هو لاعب كرة قدم. يلعب مع منتخب النمسا لكرة القدم. سبق له أن لعب في بطولة أمم أوروبا لكرة القدم 2016 مع منتخب بلاده.

## روابط خارجية
- روبرت ألمر على موقع الاتحاد الأوربي (الإنجليزية)
- روبرت ألمر على موقع قاعدة بيانات كرة القدم.إي يو (الإنجليزية)
- روبرت ألمر على موقع بيانات كرة القدم. دي إي (الألمانية)
- روبرت ألمر على موقع ناشيونال فوتبول تيمز (الإنجليزية)
- روبرت ألمر على موقع Soccerway.com (الإنجليزية)
- روبرت ألمر على موقع عالم كرة القدم.نت (الإنجليزية)
- روبرت ألمر على موقع كووورة
- روبرت ألمر على موقع AS.com (الإسبانية)